# Lancer du disque féminin aux championnats du monde d'athlétisme 2019
Pour un article plus général, voir Championnats du monde d'athlétisme 2019.
Navigation
Londres 2017 Eugene 2021
L'épreuve du lancer du disque féminin des championnats du monde de 2019 se déroule les 2 et 4 octobre 2019 dans le Khalifa International Stadium, au Qatar. 

## Critères de qualification
Pour se qualifier pour les championnats, il faut avoir réalisé 61,50 m ou plus entre le 7 septembre 2018 et le 6 septembre 2019.

## Médaillées
| Or          | Argent          | Bronze          |
| Yaimé Pérez | Denia Caballero | Sandra Perković |

## Records et performances

### Records
Les records du lancer du disque féminin (mondial, des championnats et continentaux) étaient, avant les championnats 2019, les suivants :
| Record du monde                                                | Gabriele Reinsch   | Allemagne de l'Est   | 76,80 m | Neubrandenbourg, Allemagne   | 9 juillet 1988 |
| Record des championnats                                        | Martina Hellmann   | Allemagne de l'Ouest | 71,62 m | Rome, Italie                 | 31 août 1987   |
| Record d'Afrique                                               | Elizna Naudé       | Afrique du Sud       | 66,87 m | Stellenbosch, Afrique du Sud | 2 mars 2007    |
| Record d'Asie                                                  | Xiao Yanling       | Chine                | 71,68 m | Pékin, Chine                 | 14 mars 1992   |
| Record d'Europe                                                | Gabriele Reinsch   | Allemagne de l'Est   | 76,80 m | Neubrandenbourg, Allemagne   | 9 juillet 1988 |
| Record d'Amérique du Nord, d'Amérique centrale et des Caraïbes | Hilda Ramos        | Cuba                 | 70,88 m | La Havane, Cuba              | 8 mai 1992     |
| Record d'Amérique du Sud                                       | Andressa de Morais | Brésil               | 65,98 m | Lima, Pérou                  | 6 août 2019    |
| Record d'Océanie                                               | Dani Stevens       | Australie            | 69,64 m | Londres, Royaume-Uni         | 13 août 2017   |

### Meilleures performances de l'année 2019
Les dix athlètes ayant lancé le plus loin avant les championnats 2019 sont les suivantes :
| 1  | Yaimé Pérez        | Cuba       | 69,39 m | Sotteville      | 16 juillet 2019   |
| 2  | Denia Caballero    | Cuba       | 69,20 m | Huelva          | 20 juin 2019      |
| 3  | Sandra Perković    | Croatie    | 68,58 m | Varaždin        | 10 août 2019      |
| 4  | Valarie Allman     | États-Unis | 67,15 m | Chula Vista     | 11 avril 2019     |
| 5  | Claudine Vita      | Allemagne  | 66,64 m | Neubrandenbourg | 1er mai 2019      |
| 6  | Andressa de Morais | Brésil     | 65,98 m | Lima            | 6 août 2019       |
| 7  | Feng Bin           | Chine      | 65,45 m | Brest           | 27 avril 2019     |
| 8  | Shadae Lawrence    | Jamaïque   | 65,05 m | Clovis          | 11 mai 2019       |
| 9  | Chen Yang          | Chine      | 64,88 m | Wuhan           | 17 septembre 2019 |
| 10 | Nadine Müller      | Allemagne  | 64,52 m | Halle           | 1er juin 2019     |

## Résultats

### Finale
| Rang               | Athlète              | Pays       | Essais  | Essais  | Essais  | Essais  | Essais  | Essais  | Marque  | Notes |
| Rang               | Athlète              | Pays       | 1       | 2       | 3       | 4       | 5       | 6       | Marque  | Notes |
| ------------------ | -------------------- | ---------- | ------- | ------- | ------- | ------- | ------- | ------- | ------- | ----- |
| Médaille d'or      | Yaimé Pérez          | Cuba       | 68,10 m | 65,01 m | 65,76 m | 68,01 m | 69,17 m | 64,61 m | 69,17 m |       |
| Médaille d'argent  | Denia Caballero      | Cuba       | x       | 66,80 m | 67,32 m | 68,44 m | x       | 65,64 m | 68,44 m |       |
| Médaille de bronze | Sandra Perković      | Croatie    | 66,72 m | 62,30 m | 66,19 m | x       | x       | x       | 66,72 m |       |
| 4                  | Chen Yang            | Chine      | 59,54 m | 61,50 m | 63,38 m | x       | 61,31 m | x       | 63,38 m |       |
| 5                  | Feng Bin             | Chine      | 62,48 m | x       | x       | 61,31 m | x       | 61,00   | 62,48 m |       |
| 6                  | Fernanda Martins     | Brésil     | 60,47 m | 62,44 m | 61,11 m | x       | x       | 62,24 m | 62,44 m |       |
| 7                  | Valarie Allman       | États-Unis | x       | 61,82 m | 59,40 m | x       | x       | x       | 61,82 m |       |
| 8                  | Nadine Müller        | Allemagne  | x       | 59,88 m | 60,98 m | 61,55 m | x       | 60,35 m | 61,55 m |       |
| 9                  | Claudine Vita        | Allemagne  | 60,77 m | 59,14 m | x       |         |         |         | 60,77 m |       |
| 10                 | Mélina Robert-Michon | France     | x       | 59,99 m | 57,64 m |         |         |         | 59,99 m |       |
| 11                 | Kristin Pudenz       | Allemagne  | 55,94 m | 57,69 m | x       |         |         |         | 57,69 m |       |
|                    | Laulauga Tausaga     | États-Unis | x       | x       | x       |         |         |         | NM      |       |

### Qualifications
63,00 m (Q) ou les 12 premières (q) se qualifient pour la finale.
| Rang | Groupe | Athlète                  | Nationalité        | Essais  | Essais  | Essais  | Marque  | Notes |
| Rang | Groupe | Athlète                  | Nationalité        | 1       | 2       | 3       | Marque  | Notes |
| ---- | ------ | ------------------------ | ------------------ | ------- | ------- | ------- | ------- | ----- |
| 1    | A      | Yaimé Pérez              | Cuba               | 67,78 m |         |         | 67,78 m | Q     |
| 2    | B      | Denia Caballero          | Cuba               | x       | 65,86 m |         | 65,86 m | Q     |
| 3    | B      | Sandra Perković          | Croatie            | 65,20 m |         |         | 65,20 m | Q     |
| 4    | A      | Mélina Robert-Michon     | France             | 64,02 m |         |         | 64,02 m | Q, SB |
| 5    | B      | Laulauga Tausaga         | États-Unis         | 61,33 m | 63,94 m |         | 63,94 m | Q, PB |
| 6    | A      | Kristin Pudenz           | Allemagne          | 63,35 m |         |         | 63,35 m | Q     |
| 7    | A      | Chen Yang                | Chine              | 62,09 m | 62,83 m | 63,10 m | 63,10 m | Q     |
| 8    | B      | Nadine Müller            | Allemagne          | 61,06 m | 62,33 m | 62,93 m | 62,93 m | q     |
| 9    | B      | Feng Bin                 | Chine              | 60,22 m | 62,51 m | 62,09 m | 62,51 m | q     |
| 10   | B      | Fernanda Martins         | Brésil             | x       | 62,33 m | 60,53 m | 62,33 m | q     |
| 11   | A      | Claudine Vita            | Allemagne          | 61,24 m | 62,31 m | 62,09 m | 62,31 m | q     |
| 12   | A      | Valarie Allman           | États-Unis         | 57,99 m | x       | 62,25 m | 62,25 m | q     |
| 13   | B      | Chioma Onyekwere         | Nigeria            | 61,38 m | x       | x       | 61,38 m |       |
| 14   | A      | Kelsey Card              | États-Unis         | 60,15 m | 61,32 m | 59,39 m | 61,32 m |       |
| 15   | A      | Hrisoúla Anagnostopoúlou | Grèce              | 56,43 m | 58,33 m | 59,91 m | 59,91 m | SB    |
| 16   | A      | Shanice Love             | Jamaïque           | x       | 56,65 m | 59,50 m | 59,50 m |       |
| 17   | B      | Eliška Staňková          | République tchèque | 58,64 m | 57,41 m | 58,98 m | 58,98 m | SB    |
| 18   | B      | Jorinde van Klinken      | Pays-Bas           | x       | 58,58 m | x       | 58,58 m |       |
| 19   | B      | Shadae Lawrence          | Jamaïque           | 57,55 m | 58,51 m | x       | 58,51 m |       |
| 20   | B      | Daisy Osakue             | Italie             | 57,55 m | x       | x       | 57,55 m |       |
| 21   | A      | Dragana Tomašević        | Serbie             | x       | 57,13 m | 56,93 m | 56,93 m |       |
| 22   | B      | Daria Zabawska           | Pologne            | x       | 57,05 m | x       | 57,05 m |       |
| 23   | B      | Irina Rodrigues          | Portugal           | x       | 56,21 m | x       | 56,21 m |       |
| 24   | B      | Vanessa Kamga            | Suède              | 53,58 m | 55,87 m | x       | 55,87 m |       |
| 25   | A      | Natalya Semenova         | Ukraine            | x       | 54,68 m | 54,57 m | 54,68 m |       |
| 26   | A      | Liliana Cá               | Portugal           | 52,89 m | 51,36 m | 54,31 m | 54,31 m |       |
| 27   | A      | Melany del Pilar Matheus | Cuba               | 52,52 m | x       | 51,64 m | 52,52 m |       |
| 28   | A      | Alexandra Emilianov      | Moldavie           | x       | 52,05 m | 50,86 m | 52,05 m |       |
| 29   | B      | Nanaka Kori              | Japon              | 46,03 m | 48,82 m | 48,01 m | 48,82 m |       |
| —    | A      | Marija Tolj              | Croatie            | x       | x       | x       | NM      |       |

## Légende
Records et Performances
- AR : Record continental (area record)
- CR : Record des championnats (championship record)
- MR : Record du meeting (meet record)
- NR : Record national (national record)
- OR : Record olympique (olympic record)
- PR : Record paralympique (paralympic record)
- PB : Record personnel (personal best)
- SB : Meilleure performance personnelle de la saison (season's best)
- WL : Meilleure performance mondiale de l'année (world leader)
- WJR : Record du monde junior (world junior record)
- WR : Record du monde (world record)

Circonstances et Conditions
- DNF : N'a pas terminé (did not finish)
- DNS : N'a pas pris le départ (did not start)
- DQ : Disqualification (disqualification)
- NM : Aucun essai valable enregistré (No Mark)
- Q : Qualifié « directement » au prochain tour (ou à la prochaine compétition), lors d'une compétition majeure, grâce au classement ou à la réalisation des minima (automatic qualifier)
- q : Qualifié au prochain tour (ou à la prochaine compétition), lors d'une compétition majeure, grâce au repêchage ou à la réalisation de l'une des meilleures performances parmi celles des « non qualifiés directement » (grâce au meilleur temps ou à la meilleure distance par exemple) (secondary qualifier)